# Helpe (Adelsgeschlecht)

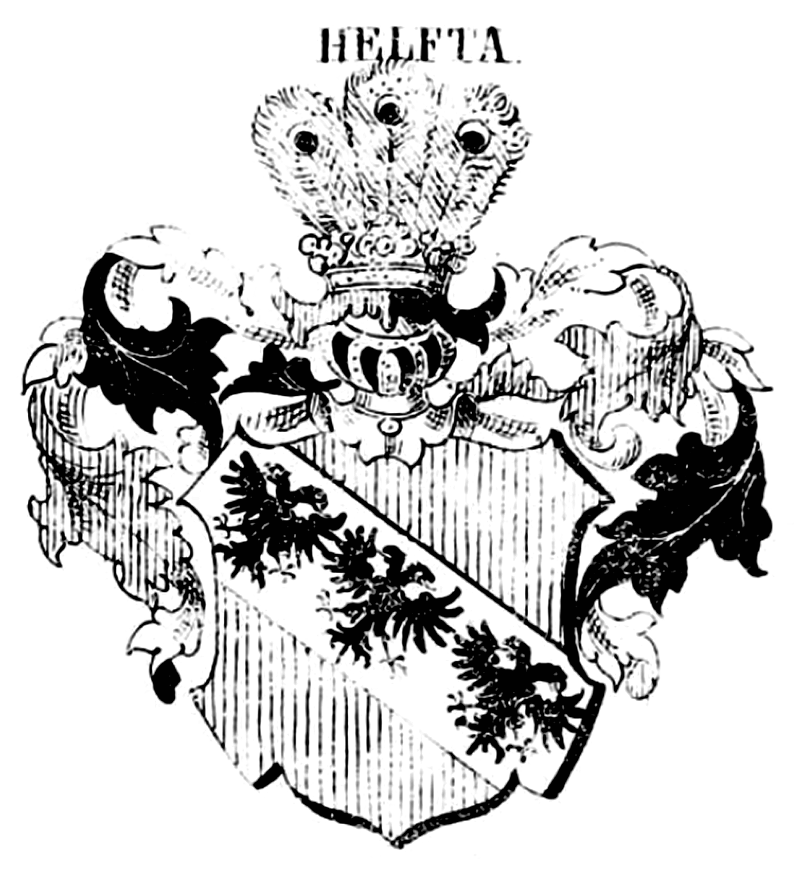
Wappen derer von Helfta (Mansfeld)

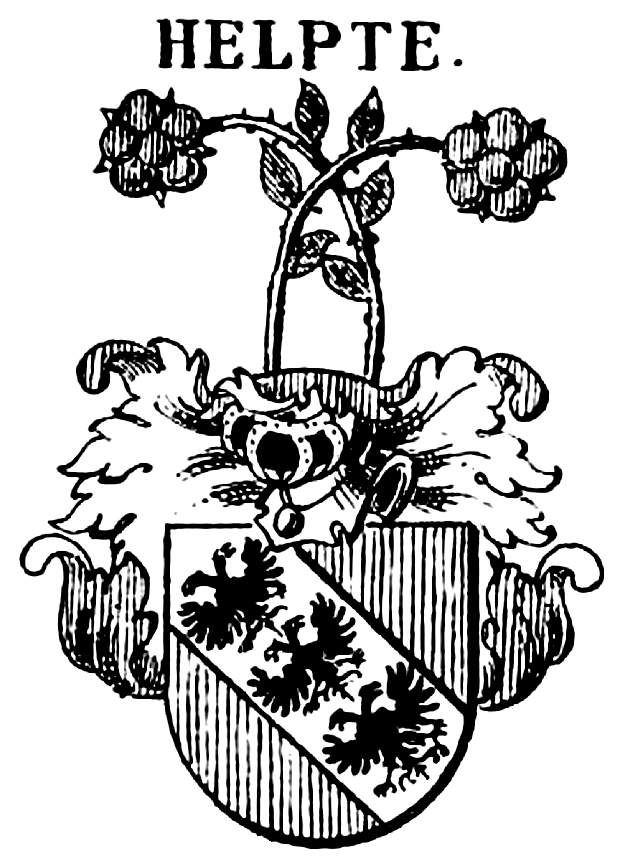
Wappen derer von Helpte (Mecklenburg)

Helpe, auch Helpede, Helpte oder Helfta, ist der Name eines alten erloschenen mansfeldischen und mecklenburgischen Adelsgeschlechts.

## Geschichte
Dieses altritterliche Geschlecht nimmt seinen Ursprung zu Helfta in der Grafschaft Mansfeld, woher es auch seinen Namen entlehnt. Dort waren sie Aftervasallen der Edelherren von Hakeborn. Im Jahre 1216 wurden Epro von Helfta und Ritter Conrad von Helfta urkundlich genannt. Etwa um 1630 ist der mansfeldische Mannesstamm erloschen.
Bereits im 13. Jahrhundert begab sich ein Zweig der Familie nach Mecklenburg. Der Burgstandort Helpt in Mecklenburg wird als frühes Lehen der Familie nach der deutschen Einwanderung in die Wendengebiete angesehen. Ein Ritter Bodo von Helpte erscheint 1304 urkundlich. 1355 hat Curt von Helpte einen Urfehdebrief in Friedland mitgesiegelt. Im Jahr 1381 ist Pragsdorf als Lehnsgut der Familie bezeugt. Nachdem Engelke von Helpede 1523 die Union der mecklenburgischen Landstände für die Familie mitzeichnete, ist das Geschlecht mit Jürgen Helpte († 1549) im Mannesstamm abgestorben. Nach anderen Angaben, wurde noch 1621 ein Joachim von Helpe als Besitzer von Wittenhagen bei Stargard genannt.
Latomus hält Philipp von Rehberg, den Bischof von Cammin der Jahre 1370 bis 1385, für einen Sohn des obigen Curt von Helpte.

## Wappen
Das Stammwappen zeigt in Rot einen schrägrechten silbernen Balken, belegt mit drei schwarzen Doppeladlern. Auf dem Helm mit rot-silber-schwarzen Decken über einem Wulst zwei sich übereinander beugende Blumen an langen Stengeln mit je fünf spitzen Blättern. – Bei Friedrich Crull sind zwei Siegel (von 1334 und 1358) abgebildet, das von 1358 „mit zwei Federrädern an Stangen als Helmzier, aus denen in der Folge zwei mit den Stengeln über einander gebogene Rosen gemacht wurden“.

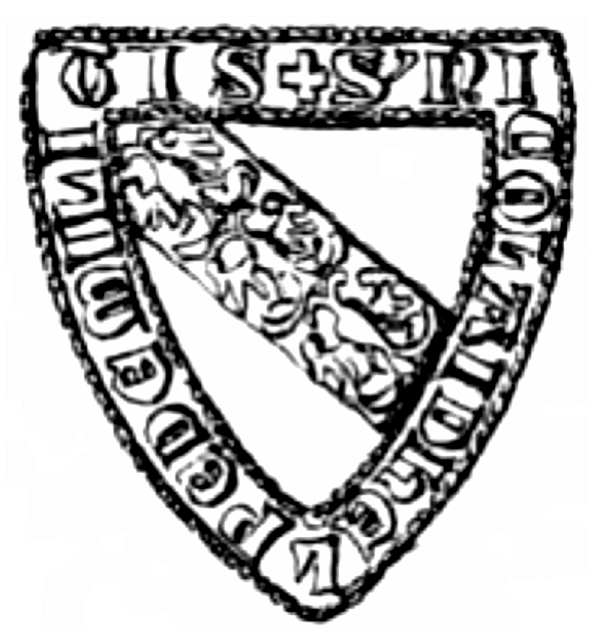
Siegel des Nicolai de Helpede; Ritter 1339
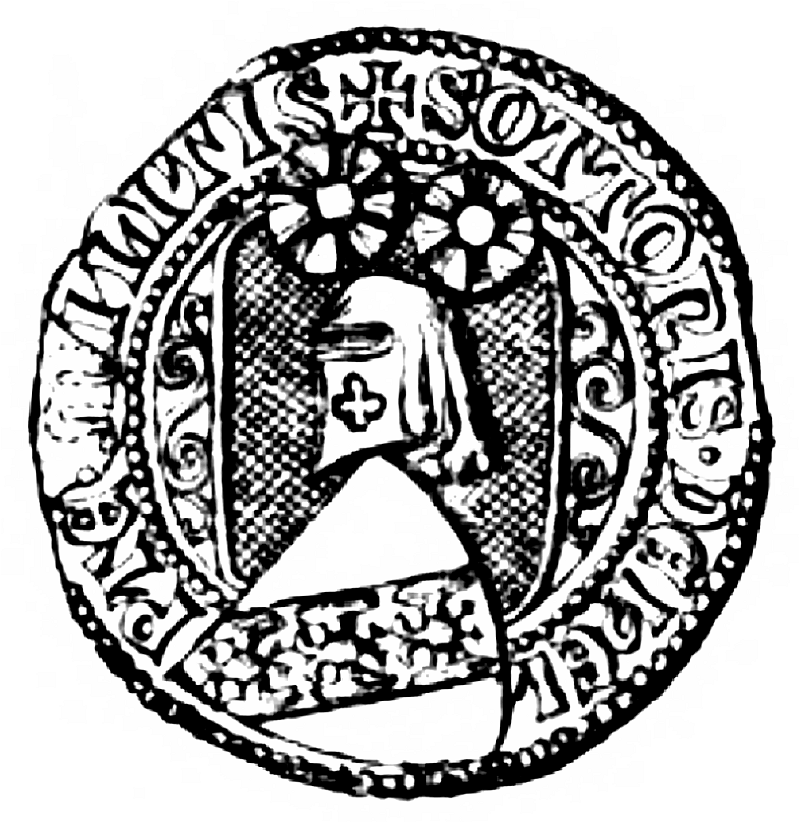
Siegel des Ritters Otto von Helpte von 1358

## Angehörige
- Engelke von Helpede, 1523 Mitzeichner der Union der Landstände als ein vollmächtigter Befehlshaber aller Mannschaft